# Spanje op de Olympische Zomerspelen 2004
Spanje nam deel aan de Olympische Zomerspelen 2004 in Athene, Griekenland. Net als bij de vorige editie in 2000 werd drie keer goud gewonnen en vijf keer brons. Opvallend was de grote toename van het aantal zilveren medailles; van 3 naar 11.

## Medailleoverzicht
| Sport        | Olympiër                                                             | Discipline                | Medaille |
| ------------ | -------------------------------------------------------------------- | ------------------------- | -------- |
| Gymnastiek   | Gervasio Deferr                                                      | paardsprong               | Goud     |
| Kanovaren    | David Cal                                                            | C1 1000 m                 | Goud     |
| Zeilen       | Xabier Fernández Iker Martínez                                       | 49er-klasse               | Goud     |
| Atletiek     | Francisco Javier Fernández                                           | 20 km snelwandelen        | Zilver   |
| Kanovaren    | David Cal                                                            | C1 500 m                  | Zilver   |
| Paardensport | Juan Antonio Jimenez Ignacio Rambla Beatriz Ferrer Salat Rafael Soto | dressuur team             | Zilver   |
| Schietsport  | Maria Quintanal                                                      | trap                      | Zilver   |
| Tennis       | Conchita Martínez Virginia Ruano Pascual                             | dubbelspel                | Zilver   |
| Tennis       | Javier Bosma Pablo Herrera                                           | beachvolleybal            | Zilver   |
| Wielrennen   | Juan Llaneras                                                        | puntenkoers               | Zilver   |
| Wielrennen   | José Antonio Hermida                                                 | mountainbike, veldrit     | Zilver   |
| Wielrennen   | José Antonio Escuredo                                                | keirin                    | Zilver   |
| Zeilen       | Rafael Trujillo                                                      | finn klasse               | Zilver   |
| Zeilen       | Sandra Azon Natalia Via Dufresne                                     | 470 klasse                | Zilver   |
| Atletiek     | Joan Lino Martínez                                                   | verspringen               | Brons    |
| Atletiek     | Manuel Martínez                                                      | kogelstoten               | Brons    |
| Gymnastiek   | Patricia Moreno                                                      | vloer                     | Brons    |
| Paardensport | Beatriz Ferrer Salat                                                 | dressuur                  | Brons    |
| Wielrennen   | Sergio Escobar Roure                                                 | 4000 m achtervolging      | Brons    |
| Wielrennen   | Sergio Escobar Roure Carlos Castaño Asier Maeztu Carlos Torrent      | 4000 m achtervolging team | Brons    |

## Deelnemers en resultaten

### Atletiek
Mannen 110 m horden:
- Felipe Vivancos - Halve finale, 13,52 s (ging niet verder)

Vrouwen 100 m horden:
- Glory Alozie - Halve finale, 12,62 s (ging niet verder)
- Aliuska López - Eerste ronde, 13,21 s (ging niet verder)

Mannen 200 m:
- David Canal - Ronde 2, 21,18 s (ging niet verder)

Mannen 400 m:
- David Canal - Eerste ronde, 47,23 s (ging niet verder)

Mannen 400 m horden:
- Eduardo Iván Rodríguez - Halve finale, 49,77 s (ging niet verder)

Vrouwen 400 m horden:
- Cora Olivero - Eerste ronde: 56,19 s

Mannen 800 m:
- Antonio Manuel Reina - Halve finale, 1:46.2 (ging niet verder)
- Miguel Quesada - Eerste ronde, 1:46.3 (ging niet verder)
- Manuel Olmedo - Eerste ronde, 1:47.7 (ging niet verder)

Vrouwen 800 m:
- Mayte Martínez - Eerste ronde: 2:00.81, Halve finale: 2:03.30

Mannen 1500 m:
- Reyes Estévez - Finale, 3:36.63 (7e plaats)
- Álvaro Fernández - Halve finale, 3:42.01 (ging niet verder)
- Juan Carlos Higuero - Halve finale, 3:42.13 (ging niet verder)

Vrouwen 1500 m:
- Natalia Rodríguez - Eerste ronde: 4:07.19, Halve finale: 4:04.91, Finale: 4:03.01 (10e plaats)
- Nuria Fernández - Eerste ronde: 4:06.29, Halve finale: 4:07.68
- Iris María Fuentes-Pila - Eerste ronde: 4:06.32, Halve finale: 4:07.69

Mannen 3000m steeplechase:
- Luis Miguel Martín - Finale, 8:11.64 (5e plaats)
- Eliseo Martín - Finale, 8:15.77 (9e plaats)
- Antonio David Jiménez - Finale, 8:22.63 (14e plaats)

Mannen 5000 m:
- Roberto Garcia - Eerste ronde, 13:27.72 (ging niet verder)
- Carles Castillejo - Eerste ronde, 13:49.16 (ging niet verder)
- Carlos García - Eerste ronde, niet gefinisht (ging niet verder)

Mannen 10000 m:
- José Manuel Martínez - Finale, 27:57.61 (9e plaats)

Mannen 4x400 m estafette:
- Eduardo Ivan Rodriguez, David Canal, Luis Flores en Antonio Manuel Reina - Eerste ronde, 3:05.03 (ging niet verder)

Mannen tienkamp:
- David Gómez - 7865 punten (22e plaats)

Mannen marathon:
- Antoni Peña – 2:16:38 (18e plaats)
- José Rios – 2:18:40 (27e plaats)
- Julio Rey – 2:24:54 (58e plaats)

Vrouwen marathon:
- Maria Abel - 2:40:13 (26e plaats)
- Beatriz Ros - 2:41:51 (32e plaats)
- Maria Teresa Pulido - 2:44:33 (37e plaats)

Mannen 20 km snelwandelen:
- Francisco Javier Fernández – 1:19:45 (zilver)
- Juan Manuel Molina – 1:20:55 (5e plaats)
- José David Dominguez – 1:30:16 (37e plaats)

Vrouwen 20 km snelwandelen:
- María Vasco - 1:30:06 (7e plaats)
- Rocio Florido - 1:35:32 (30e plaats)
- Maria Teresa Gargallo - DQ

Mannen 50 km snelwandelen:
- Jesús Ángel García – 3:44:42 (5e plaats)
- Santiago Pérez – 3:49:48 (8e plaats)
- José Antonio González – 4:11:51 (33e plaats)

Mannen verspringen:
- Joan Lino Martínez - Finale, 8,32 m (brons)
- Yago Lamela - Finale, 7,98 m (11e plaats)

Vrouwen verspringen:
- Niurka Montalvo - Eerste ronde: Geen score

Vrouwen hink-stap-springen:
- Carlota Castrejana - Eerste ronde: 14,37 m

Mannen hoogspringen:
- Javier Bermejo - Eerste ronde, 2,15 m (ging niet verder)

Vrouwen hoogspringen:
- Marta Mendia - Eerste ronde: 1,92 m, Finale: 1,93 m (10e plaats)
- Ruth Beitia - Eerste ronde: 1,89 m

Mannen polsstokhoogspringen:
- Javier Gazol - Eerste ronde, 5,30 m (ging niet verder)

Vrouwen polsstokhoogspringen:
- Naroa Agirre - Eerste ronde: 4,40 m, Finale: 4,40 m (6e plaats)
- Dana Cervantes - Eerste ronde: 4,40 m, Finale: Geen score (15e plaats)

Mannen kogelstoten:
- Manuel Martinez - Finale, 20,84 m (3e plaats)

Vrouwen kogelstoten:
- Irache Quintanal - Eerste ronde: 15,99 m

Mannen discus:
- Mario Pestano - Eerste ronde, 61,89 m (ging niet verder)

Vrouwen discus:
- Alice Matejkova - Eerste ronde: 55,37 m

Vrouwen speerwerpen:
- Mercedes Chilla - Eerste ronde: 58,45 m

Vrouwen kogelslingeren:
- Berta Castells - Eerste ronde: 66,05 m

### Badminton
Mannenenkelspel:
- Sergio Llopis — verslagen in de 1/16e finale

Mannendubbelspel:
- José Antonio Crespo en Sergio Llopis — verslagen in de 1/16e finale

### Basketbal

#### Mannentoernooi
- voorronde: 5-0
- Kwartfinale: Verloor van Verenigde Staten, 102-94
- Klassificatie (7/8): Versloeg China, 92-76 → 7e plaats

Spelers
- Carlos Jiménez
- Felipe Reyes
- Iker Iturbe Martínez
- Jaume Comas
- Jorge Garbajosa
- Jose Manuel Calderón
- Juan Carlos Navarro
- Oscar Yebra
- Pau Gasol
- Roberto Dueñas
- Rodolfo Fernández
- Rodrigo De la Fuente

#### Vrouwentoernooi
- voorronde: 4-1
- Kwartfinale: Verloor van Brazilië, 67-63
- Klassificatie (5/6): Verloor van Tsjechië, 79-68 → 6e plaats

Spelers
- Amaya Valdemoro
- Begoña García
- Elisabeth Aguilar
- Elisabeth Cebrián
- Ingrid Pons
- Laia Palau
- Lucila Pascua
- Marina Ferragut
- Marta Fernández
- Nuria Martínez
- Rosi Sánchez
- Sonia Blanco

### Beachvolleybal
Mannen
- Javier Bosma en Pablo Herrera - zilver
  - Voorronde: 3-0
  - Laatste 16: Winst 2-0 tegen Bjorn Berg en Simon Dahl, Zweden
  - Kwartfinale: Winst 2-1 tegen John Child en Mark Heese, Canada
  - Halve finale: Winst 2-0 tegen Julien Prosser en Mark Williams, Australië
  - Gouden medaille game: Met 2-0 verslagen door Ricardo Alex Santos en Emanuel Rego, Brazilië

### Boogschieten
Mannen individueel:
- Felipe López — 46e plaats

Vrouwen individueel:
- Almudena Gallardo — 13e plaats

### Kanovaren
Mannen k1 500: Halve finale
- Heats: 5e (naar de halve finale)
- Halve finale: 6e (uitgeschakeld)

Mannen k2 1000: Halve finale
- Heats: 4e (naar de halve finale)
- Halve finale: 4e (uitgeschakeld)

Mannen k2 500: 6e plaats
- Heats: 3e (naar de halve finale)
- Halve finale: 3e (naar de finale)

Mannen c1 1000: 1e plaats
- Heats: 1e (naar de finale)
- Finale: 1e David Cal (Goud)

Mannen c1 500: 2e plaats
- Heats: 1e (naar de finale)
- Finale: 2e David Cal (Zilver)

Mannen c2 1000: 7e plaats
- Heats: 4e (naar de halve finale)
- Halve finale: 1e (naar de finale)
- Finale: 7e

Mannen c2 500: Halve finale
- Heats: 6e (naar de halve finale)
- Halve finale: 5e (uitgeschakeld)

Mannen k1 Slalom: Halve finale
- Heats: 1e run 15e - 2e run 13e (naar de halve finale)
- Halve finale: 11e (uitgeschakeld) Carles Juanmarti

Mannen c1 Slalom: 7e plaats
- Heats: 1e run 14e - 2e run 11e (naar de halve finale)
- Halve finale: 6e (uitgeschakeld)
- Finale: 7e Jordi Sangra

### Schoonspringen
Mannen 3 m plank
- Javier Illana: 385,80 punten - 19e plaats (voorronde)

Vrouwen 3 m plank
- Leyre Eizaguirre: 242,73 punten - 24e plaats (voorronde)

Vrouwen 10 m platform
- Dolores Saez: 278,43 punten - 20e plaats (voorronde)
- Leire Santos: 246,84 punten - 29e plaats (voorronde)

### Paardensport
Individuele dressuur:
- Beatriz Ferrer-Salat - Beauvalais: 76.667 - 3e plaats (Brons)
- Rafael Soto - Invasor: 73.606 - 8e plaats
- Juan Antonio Jimenez - Guizo: 71.644 - 12e plaats
- Ignacio Rambla - Oleaje: 41e plaats

Team dressuur: - 72.917 - 2e plaats (Zilver)
- Beatriz Ferrer-Salat - Beauvalais
- Rafael Soto - Invasor
- Juan Antonio Jimenez - Guizo
- Ignacio Rambla - Oleaje

### Schermen
Mannen sabel individueel:
- Fernando Medina - verslagen in de 1/16e finale

### Turnen
Mannen vloer:
- Gervasio Deferr - 9.712 4e plaats
- Rafael Martinez
- Alejandro Barrenechea - st plaats
- Oriol Combarros
- Victor Cano

Mannen paardsprong:
- Gervasio Deferr - 9.737 1e plaats - Goud

Mannen brug:
- Rafael Martinez
- Jesús Carballo
- Alejandro Barrenechea
- Oriol Combarros
- Victor Cano

Mannen rekstok:
- Rafael Martinez
- Alejandro Barrenechea
- Jesús Carballo
- Oriol Combarros
- Victor Cano

Mannen ringen:
- Rafael Martinez
- Oriol Combarros
- Victor Cano
- Alejandro Barrenechea

Mannen paardvoltige:
- Victor Cano - 9.762 5e plaats
- Oriol Combarros
- Jesús Carballo
- Rafael Martinez
- Alejandro Barrenechea

Mannen individuele meerkamp:
- Rafael Martinez - 57.549 5e plaats

Vrouwen vloer:
- Patricia Moreno - 9.487 3e plaats - Brons
- Elena Gómez
- Mónica Mesalles
- Tania Gener

Vrouwen paardsprong:
- Tania Gener - 9.300 (1), 9.225 (2) = 9.262 - 13e plaats

Vrouwen ongelijke leggers:
- Tania Gener
- Elena Gómez
- Sara Moro
- Patricia Moreno
- Laura Campos

Vrouwen balk:
- Sara Moro
- Mónica Mesalles
- Elena Gómez
- Laura Campos
- Patricia Moreno

Vrouwen individuele meerkamp:
- Elena Gómez - 37.299 8e plaats

Vrouwenteam 111.572 punten - 5e plaats
- Tania Gener, Elena Gómez, Mónica Mesalles, Patricia Moreno en Sara Moro

Vrouwen ritmische gymnastiek, individuele meerkamp:
- Almudena Cid - 98.450 - 8e plaats

Vrouwen ritmische gymnastiek, team meerkamp:
- 45.350 - 7e plaats

### Gewichtheffen
Mannen -94 kg
- Santiago Martínez: 9e plaats. 175+207,5 = 382,5 kg

Vrouwen -48 kg
- Gema Peris: 12e plaats. 77,5+90 = 167,5 kg

### Handbal

#### Mannentoernooi
- voorronde: 4-0-1
- Kwartfinale: verslagen door Duitsland, 32-30
- Klassificatie (5-8): verslagen door Frankrijk, 29-27
- Klassificatie (7/8): versloeg Zuid-Korea, 31-24 → 7e plaats

Spelers
- Alberto Entrerrios
- Antonio Carlos Ortega
- David Barrufet
- Demetrio Lozano
- Fernando Hernández
- Iker Romero
- Jon Belaustegui
- José Javier Hombrados
- Juan García Lorenzana
- Juan Pérez Márquez
- Manuel Colón
- Mateo Garralda
- Rolando Uríos
- Talant Dujshebaev
- Xavier O'Callaghan

#### Vrouwentoernooi
- voorronde: 0-1-3
- Kwartfinale: verslagen door Oekraïne, 25-23
- Klassificatie (5-8): versloeg China, 27-23
- Klassificatie (5/6): verslagen door Hongarije, 38-29 → 6e plaats

Spelers
- Cristina López
- Diana Box
- Elisabeth López
- Isabel María Ortuño
- Maite Andreu
- María Eugenia Sánchez
- Marta Mangué
- Montserrat Puche
- Noelia Oncina
- Patricia Alonso
- Soraya García
- Susana Fraile
- Susana Pareja
- Vanessa Amorós

### Hockey

#### Mannentoernooi
- voorronde (Groep A):
  - Spanje – Zuid-Korea 1-1
  - Spanje – Duitsland 1-1
  - Spanje – Groot-Brittannië 5-1
  - Spanje – Pakistan 4-0
  - Spanje – Egypte 3-0
- Halve finale:
  - Spanje – Australië 3-6
- Om de derde plaats:
  - Spanje – Duitsland 3-4 (na verlenging) → 4e plaats
- Spelers
  - Eduardo Aguilar
  - David Alegre
  - Ramón Alegre
  - Pablo Amat
  - Javier Bruses
  - Juan Escarré
  - Santi Freixa
  - Alex Fábregas
  - Francisco Fábregas
  - Rodrigo Garza
  - Bernardino Herrera
  - Xavier Ribas
  - Albert Sala
  - Josep Sánchez
  - Eduardo Tubau
  - Víctor Sojo

Hoofdcoach: Maurits Hendriks

#### Vrouwentoernooi
- voorronde (Groep A):
  - Spanje – Argentinië 0-4
  - Spanje – China 0-3
  - Spanje – Japan 1-2
  - Spanje – Nieuw-Zeeland 2-3
- Klassificatiewedstrijd:
  - Spanje – Zuid-Afrika 3-4 (na verlenging) → 10e plaats
- Spelers
  - Ana Raquel Pérez
  - Barbara Malda
  - Erdoitza Goikoetxea
  - Esther Termens
  - Lucía López
  - Maider Luengo
  - Maider Tellería
  - María del Carmen Martín
  - María del Mar Feito
  - María Jesús Rosa
  - Marta Prat
  - Mónica Rueda
  - Núria Camón
  - Rocío Ybarra
  - Silvia Bonastre
  - Silvia Muñoz

Hoofdcoach: Pablo Usoz

### Judo
Mannen -60 kg:
- Kenji Uematsu: 5e plaats

Mannen -66 kg:
- Oscar Penas: 5e plaats

Mannen -73 kg:
- Kiyoshi Uematsu: verloor in de 1/32e finale

Mannen -81 kg:
- Ricardo Echarte: verloor in de 1/32e finale

Mannen -90 kg:
- David Alarza: verslagen in de 1/16e finale

Mannen +100 kg:
- Aytami Ruano: verloor in de 1/32e finale

Vrouwen -57 kg:
- Isabel Fernández: 5e plaats

Vrouwen -63 kg:
- Sara Alvarez: verslagen in de 1/16e finale

Vrouwen -70 kg:
- Cecilia Blanco: 7e plaats

Vrouwen -78 kg:
- Esther San Miguel: verslagen in de achtste finale

### Roeien
Mannen lichtgewicht dubbel-twee: 8e plaats
Rubén Alvarez en Juan Zunzunegui
- Heats: 3e (naar de herkansing)
- Herkansing: 2e in zijn serie (naar de halve finale)
- Halve finale: 6e in zijn serie (naar de B-finale)
- B-finale: 2e (8e plaats)

Mannen lichtgewicht vier: 12e plaats
Mario Arranz, Jesús González, Carlos Loriente en Alberto Domínguez
- Heats: 5e (naar de herkansing)
- Herkansing: 3e (naar de halve finale)
- Halve finale: 6e in zijn serie (naar de B-finale)
- B-finale: 6e (12e plaats)

Vrouwen skiff: 6e plaats
Nuria Domínguez
- Heats: 4e (naar de herkansing)
- Herkansing: 2e in zijn serie (naar de halve finale)
- Halve finale: 3e in zijn serie (naar de A-finale)
- A-finale: 6e (6e plaats)

Vrouwen lichtgewicht dubbel-twee: 11e plaats
María Más de Xaxars en Eva Mirones
- Heats: 3e (naar de herkansing)
- Herkansing: 3e in zijn serie (naar de halve finale)
- Halve finale: 6e in zijn serie (naar de B-finale)
- B-finale: 5e (11e plaats)

### Zeilen
Mannen windsurfer
- Iván Pastor: 12e plaats

Mannen finn
- Rafael Trujillo: 2e plaats (Zilver)

Mannen 470
- Gustavo Martínez en Dimas Wood: 20e plaats

Mannen star
- Roberto Bermúdez en Pablo Arrarte: 10e plaats

Vrouwen windsurfer
- Blanca Manchón: 8e plaats

Vrouwen europe
- Neus Garriga: 13e plaats

Vrouwen 470
- Natalia Vía Dufresne en Sandra Azón: 2e plaats (Zilver)

Vrouwen yngling
- Mónica Azón, Graciela Pisonero en Marina Sánchez: 12e plaats

Laser
- Luis Martínez: 10e plaats

Tornado
- Fernando Echavarri en Antón Paz: 8e plaats

49er
- Iker Martínez en Xavier Fernández: 1e plaats (Goud)

### Schieten
Mannen 50 m pistool
- Isidro Lorenzo: 562 punten. Finale: 90,0 punten 8e plaats

Mannen 10 m luchtpistool
- José Antonio Colado: 572 punten - 33e plaats
- Isidro Lorenzo: 565 punten - 42e plaats

Vrouwen 10 m luchtpistool
- María Pilar Fernández: 374 punten - 30e plaats

Vrouwen 25 m pistool
- María Pilar Fernández: Precision 289 punten/Rapid 288 punten: 13e plaats

Vrouwen trap
- María Quintanal: Qualif. 65 punten. Finale 19 punten. Totaal 84 punten: 2e plaats (Zilver)

Vrouwen dubbeltrap
- María Quintanal: Qualif. 97 punten: 13e plaats

### Synchroonzwemmen
Vrouwen duet vrije oefening
- Gemma Mengual en Paola Tirados: 96.084 (4e plaats)

Vrouwen team vrije oefening
- Gemma Mengual, Paola Tirados, Raquel Corral, Andrea Fuentes, Tina Fuentes, Ana Montero, Irina Rodríguez, Alicia Sanz en Ione Serrano: 96.084 (4e plaats): 96.751 (4e plaats)

### Tafeltennis
Mannenenkelspel
- He Zhiwen:
  - Eerste ronde: 4-1 tegen Panagiotis Gionis (GRE)
  - Tweede ronde: 1-4 tegen Lucjan Blaszczyk (POL)

### Taekwondo
Mannen -58 kg
- Juan Antonio Ramos:
  - Laatste 16: 7-6 tegen Tshomlee Go (PHI)
  - Kwartfinale: 1-9 tegen Mu Yen Chu (TPE)
  - Herkansing, tweede ronde: WDR tegen Ezedin Salem (LBA)
  - Herkansing, derde ronde: 8-0 tegen Quoc Huan Nguyen (VIE)
  - Om de derde plaats: 1-7 tegen Tamer Bayoumi

Mannen +80 kg
- Jon García:
  - Eerste ronde: 13-2 tegen Zoran Prerad (BOS)
  - Kwartfinale: 2-6 tegen Moon Dae Sung (KOR)

Vrouwen -49 kg
- Brigitte Yagüe:
  - Eerste ronde: 5-9 tegen Yaowapa Boorapolchai(THA)
  - Kwartfinale: 2-6 tegen Moon Dae Sung (KOR)

Vrouwen -57 kg
- Sonia Reyes:
  - Eerste ronde: 11-2 tegen Aleksandra Uscinska(POL)
  - Semi-Finale Herkansing: 6-3 tegen Nootcharin Sukkhongdumnoen (THA)
  - Brons Contest: 1-2 tegen Iridia Salazar (MEX)

### Tennis
Mannenenkelspel
- Tommy Robredo:
  - 1e ronde: 6-3 6-4 tegen Lamine Ouahab (ALG)
  - 2e ronde: 1-6 6-3 6-4 tegen Fabrice Santoro (FRA)
  - 3e ronde: 6-7 6-4 6-8 tegen Tomáš Berdych (CZE)
- Carlos Moyá:
  - 1e ronde: 7-6 6-7 9-7 tegen Thomas Enqvist (SWE)
  - 2e ronde: 6-0 7-6 tegen Olivier Rochus (BEL)
  - 3e ronde: 4-6 7-6 6-4 tegen Ivo Karlović (CRO)
  - Kwartfinale: 2-6 5-7 tegen Nicolás Massú (CHI)
- Juan Carlos Ferrero:
  - 1e ronde: 6-3 6-1 tegen Hicham Arazi (MAR)
  - 2e ronde: 6-4 6-7 4-6 tegen Mardy Fish (USA)
- Feliciano López:
  - 1e ronde: 6-3 3-6 6-4 tegen Robin Söderling (SWE)
  - 2e ronde: 7-6 6-3 tegen Marat Safin (RUS)
  - 3e ronde: 7-6 4-6 0-6 tegen Sébastien Grosjean (FRA)

Mannendubbelspel
- Tommy Robredo en Feliciano López:
  - 1e ronde: 3-6 4-6 tegen Gastón Etlis en Martín Rodríguez (ARG)
- Carlos Moyá en Rafael Nadal:
  - 1e ronde: 6-7 1-6 tegen André Sá en Flavio Saretta (BRA)

Vrouwenenkelspel
- Anabel Medina Garrigues:
  - 1e ronde: 3-6 5-7 tegen Mary Pierce (FRA)
- Magüi Serna:
  - 1e ronde: 0-6 1-6 tegen Anastasija Myskina (RUS)
- Conchita Martínez:
  - 1e ronde: 1-6 4-6 tegen Amélie Mauresmo (FRA)

Vrouwendubbelspel
- Arantxa Sánchez Vicario en Anabel Medina Garrigues:
  - 1e ronde: 7-6 5-7 2-6 tegen Paola Suárez en Patricia Tarabini (ARG)
- Conchita Martínez en Virginia Ruano Pascual (Zilver):
  - 1e ronde: 6-4 6-0 tegen Petra Mandula en Kira Nagy (HUN)
  - 2e ronde: 6-3 6-3 tegen Tathiana Garbin en Roberta Vinci (ITA)
  - Kwartfinale: 6-1 6-1 tegen Yan Zi en Zheng Jie (CHN)
  - Halve finale: 6-3 6-0 tegen Shinobu Asagoe en Ai Sugiyama (JPN)
  - Finale: 3-6 3-6 tegen Li Ting en Sun Tiantian (CHN)

### Triatlon
Mannen
- Eneko Llanos: 20e plaats. 1:54:52.37
- Iván Rana: 23e plaats. 1:55:44.27
- Xavier Llobet: Niet beëindigd

Vrouwen
- Ana Burgos: 7e plaats. 2:06:02.36
- Pilar Hidalgo: 13e plaats. 2:07:37.34
- Ainhoa Murúa: 24e plaats. 2:09:27.91

### Waterpolo

#### Mannentoernooi
- Voorronde (Groep B):
  - Spanje – Italië 5-4
  - Spanje – Griekenland 5-8
  - Spanje – Duitsland 5-11
  - Spanje – Australië 8-4
  - Spanje – Egypte 12-4
- Kwartfinale:
  - Spanje – Servië en Montenegro 7-5
- Klassificatiewedstrijd:
  - 5e/6e plaats: Spanje – Duitsland 4-6 → 6e plaats
- Spelers
  - Angel Luis Andreo
  - Daniel Ballart
  - Daniel Moro
  - Gabriel Hernández
  - Guillermo Molina
  - Gustavo Marcos
  - Iván Pérez
  - Iván Moro
  - Xavier García
  - Javier Sánchez-Toril
  - Jesús Miguel Rollán
  - Salvador Gómez
  - Sergi Pedrerol

### Wielersport
Mannen mountainbike
- José Antonio Hermida: 2e plaats (Zilver)
- Iván Alvarez: 16e

Mannen wegwedstrijd
- Alejandro Valverde: 47e plaats
- Óscar Freire: Niet beëindigd
- Igor González de Galdeano: Niet beëindigd
- José Iván Gutiérrez: Niet beëindigd
- Igor Astarloa: Niet beëindigd

Mannen individuele tijdrit
- Igor González de Galdeano: 9e plaats
- José Iván Gutiérrez: 16e plaats

Vrouwen wegwedstrijd
- Joane Somarriba: 7e plaats
- Eneritz Iturriaga: 34e plaats
- Dori Ruano: Niet beëindigd

Vrouwen individuele tijdrit
- Joane Somarriba: 7e plaats
- Dori Ruano: 18e plaats

Mannen sprint
- José Villanueva: 9e plaats

Mannen individuele achtervolging
- Sergio Escobar Roure: 3e plaats (Brons)
- Carlos Castaño: 12e plaats

Mannen 1 km tijdrit
- Rubén Donet: 12e plaats

Mannen puntenkoers
- Juan Llaneras: 2e plaats (Zilver)

Mannen keirin
- José Antonio Escuredo: 2e plaats (Zilver)

Mannenteam Sprint
- 7e plaats

Mannen ploegenachtervolging
- 3e plaats (Brons)

Mannen madison
- 6e plaats

Vrouwen puntenkoers
- Gema Pascual: 6e plaats

### Worstelen
Mannen Grieks-Romeins -66 kg
- Moisés Sánchez:
  - Kwalificatiegroep D: 1-9 tegen Kanatbek Begaliev (KYR)
  - Kwalificatiegroep D: 1-3 tegen Parviz Zeidvand (IRI)

Mannen Grieks-Romeins -74 kg
- Alberto José Recuero:
  - Kwalificatiegroep D: 2-3 tegen Danil Khalimov (KAZ)
  - Kwalificatiegroep D: Wint door val tegen Yasha Manasherov (ISR) (niet gekwalificeerd)

### Zwemmen
Mannen 50 m vrije stijl
- Javier Noriega
  1. Serie – 22,52 (14e naar de halve finale)
  2. Halve finale – 22,36 (ging niet verder, 13e plaats)
- Eduardo Lorente
  1. Serie – 22,71 (ging niet verder, 23e plaats)

Mannen 100 m vrije stijl
- Eduardo Lorente
  1. Serie – 50,48 (ging niet verder, 30e plaats)

Mannen 200 m vrije stijl
- Olaf Wildeboer
  1. Serie – 1:50.01 (ging niet verder, 17e plaats)

Mannen 400 m vrije stijl
- Marco Rivera
  1. Serie – 3:52.39 (ging niet verder, 19e plaats)

Mannen 100 m rugslag
- Aschwin Wildeboer
  1. Serie – 57,35 (ging niet verder, 35e plaats)

Mannen 200 m rugslag
- Jorge Sánchez
  1. Serie – 2:00.10 (8e naar de halve finale)
  2. Halve finale – 2:00.12 (ging niet verder, 13e plaats)
- Aschwin Wildeboer
  1. Serie – 2:04.33 (ging niet verder, 29e plaats)

Vrouwen 50 m vrije stijl
- Ana Belén Palomo
  1. Serie – 25,92 (ging niet verder, 21e plaats)

Vrouwen 400 m vrije stijl
- Erika Villaécija
  1. Serie – 4:13.03 (ging niet verder, 18e plaats)
- Arantxa Ramos
  1. Serie – 4:16.52 (ging niet verder, 23e plaats)

Vrouwen 800 m vrije stijl
- Erika Villaécija
  1. Serie – 8:33.61 (7e naar de finale)
  2. Finale – 8:29.04 (5e plaats)

Vrouwen 4x100 m vrije stijl estafette
- Tatiana Rouba, Ana Belén Palomo, Laura Roca en Melissa Caballero
  1. Serie – 3:47.47 (ging niet verder, 14e plaats)

Vrouwen 4x200 m vrije stijl estafette
- Tatiana Rouba, Erika Villaécija, Arantxa Ramos en Melissa Caballero
  1. Serie – 8:03.67 (5e naar de finale)
  2. Finale – 8:02.11 (6e plaats)

Vrouwen 200 m vlinderslag
- María Pelaez
  1. Serie – 2:11.66 (10e naar de halve finale)
  2. Halve finale – 2:12.54 (ging niet verder, 15e plaats)
- Roser Vives
  1. Serie – 2:13.02 (ging niet verder, 19e plaats)

Vrouwen 100 m rugslag
- Nina Zjivanevskaja
  1. Serie – 1:01.75 (7e naar de halve finale)
  2. Halve finale – 1:01.19 (5e naar de finale)
  3. Finale – 1:01.12 (5e plaats)

Vrouwen 4x100 m wisselslag
- Nina Zjivanevskaja, Sara Pérez Sala, María Pelaez en Tatiana Rouba
  1. Heats – 4:06.90 (7e naar de finale)
  2. Finale – 4:07.61 (7e plaats)